# Apple Arcade
Apple Arcade è un servizio di videogiochi in abbonamento mensile realizzato da Apple per i suoi dispositivi (disponibile a partire da iOS 13, iPadOS 13, macOS Catalina e tvOS) e apre le porte a una libreria di oltre 200 giochi esclusivi realizzati da piccoli e grandi sviluppatori. Non vi sono previsti servizi pubblicitari e nessun acquisto in-app.

## Giochi
Di seguito sono elencati alcuni dei giochi disponibili su Apple Arcade
- ATONE: Heart of the Elder Tree

- Ballistic Baseball
- Beyond a Steel Sky
- The Bradwell Conspiracy
- Cardpocalypse
- ChuChu Rocket! Universe
- Doomsday Vault
- Down in Bermuda
- Enter the Construct
- Fantasian
- Frogger in Toy Town
- HitchHiker
- Hot Lava
- Kings of the Castle
- Lego Arthouse
- Lego Brawls
- Lifelike
- Little Orpheus
- Monomals
- Mr. Turtle
- No Way Home
- Oceanhorn 2: Knights of the Lost Realm
- Overland
- The Pathless
- Projection: First Light
- Rayman Mini
- Repair
- Retro Bowl '25
- Sayonara Wild Hearts
- Shantae and the Seven Sirens
- Skate City
- Sneaky Sasquatch
- Sonic Racing
- Spidersaurs
- UFO on Tapes: First Contact
- Where Cards Fall
- Winding Worlds
- Yaga
- Zen Pinball Party

## Nuovi giochi
Su Apple Arcade i nuovi giochi e gli aggiornamenti vengono proposti ogni settimana. Per un’anteprima delle prossime uscite, c'è una sezione denominata "In uscita" nel pannello Arcade sull’App Store.

## Impiego di un controller
Quando è presente l’icona di un controller sulla pagina di prodotto di un gioco sull’App Store, significa che è possibile usare un controller.

## Tipi di abbonamento
A partire dal 2019 su App Store è disponibile il servizio in abbonamento Apple Arcade, con il quale si possono scaricare giochi pagando un abbonamento mensile.
È inoltre possibile abbonarsi ad Apple One, un servizio che oltre a Apple Arcade comprende Apple Music, Apple TV+ e iCloud+.